# Rogièr Teulat
Rogièr Teulat (Fraissinet, 16 de desembre de 1938) és un lingüista occità.
Va impartir classes d'occità a la Universitat Blaise-Pascal de Clarmont d'Alvèrnia.
Les seves àrees de recerca giren al voltant de l'occità antic i l'evolució dels dialectes occitans. També ha treballat en les codificacions i estandardització de la llengua.

## Obra

### Occità estàndard
El seu treball s'ha centrat especialment en l'evolució de la llengua i la literatura occitana per a intentar d'estandarditzar la llengua cap a un model referencial. És un dels principals especialistes en aquest camp, del qual en va desenvolupar per primera vegada els criteris.
És un dels membres del Conselh de la Lenga Occitana.

### Nord-Occità
També ha participat en l'estudi del nord-occità de l'Alvèrnia. Sobre aquesta regió lingüística, ha insistit en el fet que el nom Auvergnat crea confusió amb el nom de l'antiga província, i en canvi suggereix el nom d'occità del centre-nord.
Les investigacions actuals en lingüística avalen aquesta idea, com ho expressa en particular Joan Ros: “És per simplificar que utilitzem aquest terme, perquè en cap cas l'Alvèrnia pot ser considerada com una entitat lingüística autònoma”.
Va ensenyar occità durant molt de temps a la Universitat Blaise-Pascal de Clarmont, actualment Universitat de Clarmont d'Alvèrnia. Entre els seus alumnes, va tenir figures de la literatura occitana alvernesa com Nadal Lafont o Étienne Coudert. Es va retirar de l'ensenyament universitari el 1999.

### Occità antic
Paral·lelament, ha realitzat estudis sobre la història de la llengua i edicions de textos antics, especialment els de l'occità antic. És, doncs, un dels principals especialistes en trobadors, especialment els de l'Alvèrnia.
Ha publicat tres antologies de trobadors dels actuals departaments d'Alvèrnia: Cantal (2005), Alt Loira (2009) i Puèi Domat (2011).

## Obra publicada
- Andromaque dans la poésie grecque jusqu'à la fin de l'époque classique, 1965.
- Comment lire et écrire l'auvergnat méridional, Centre régional de documentation pédagogique (CRDP d'Alvèrnia), Clarmont d'Alvèrnia, 1971.
- Grammaire de l'occitan de référence (les sons, les mots, les formes), Vilanuèva d'Agen, Cercle Occitan du Lycée / Institut d'Estudis Occitans, 1972.
- Mémento grammatical de l'occitan référentiel, Cap e Cap, Institut d'Estudis Occitans, 1976
- « Per una definicion d'un espaci occitan del centre-nòrd (auvernhat) », Quasèrns de Lingüistica Occitana, Institut d'Estudis Occitans, Beaumont, núm. 10, 1981, (ISSN 0338-2419).
- Uèi l'occitan, Institut d'Estudis Occitans, col·lecció « Sector Recèrca », Tolosa, 1985
- "Una lenga internacionala, perqué pas ?", Lo Convise
- "Quelques exemples délicats concernant le timbre de O devant nasale en ancien occitan" dans Actes de Turin 1987 (AIÉO II), 1993, II, 885-893
- (Avec A. Puygrenier) Édition annotée et commentée de Raimon Vidal de Bezaudun Abrils issi' e mays intrava, éditions Orionis, Cournon 63, 1988, 251 pp
- "Considération sur la prononciation de la lettre U en occitan avant la Croisade" a L'État toulousain 1988, AIEO, 1995, 93-102.
- Pour une réforme modérée de l'orthographe du français : Le projet caravel, Université Blaise-Pascal / publications du département de français, 1991.
- "Le timbre de E tonique devant nasale en ancien occitan", a Actes de Montpellier 1990 (AIÉO III), 1992, I, 159-170.
- "L'occitanité des textes originaux antérieurs à 1125", Actes de Vitoria-Gasteiz 1993 (AIÉO IV), 1994, II, 921-933.
- "Les types syntaxiques mon paire et lo meu paire dans les plus anciens textes", a Actes de Toulouse 1996 (AIÉO V), 1998, I, 7-16.
- Sermons de Sant Marçal : Tèxtes establits e presentats per Rogièr Teulat, 2000
- Pierre d'Auvergne (Peire d'Auvèrnha), Tous les textes connus du fameux troubadour, chantés et écrits entre 1150 et 1170, réunis, présentés et traduits en occitan moderne et en français par Roger Teulat, Lo Convise, 2001, reeditat el 2005
- Anthologie des troubadours du Cantal, éditions Ostal del Libre, Aurillac, 2005, (ISBN 978-2951625822)
- Éléments de syntaxe occitane référentielle, 130 p - (ISBN 2846182698), Pyrémonde, Monenh, 2008
- Anthologie des troubadours de la Haute-Loire, éditions Ostal del Libre / Institut d'Estudis Occitans, Aurillac, 2009.
- Anthologie des troubadours du Puy-de-Dôme, éditions Ostal del libre, Aurillac 2011, (ISBN 978-2-914662-16-1)